# Ciclo di Carnot
In termodinamica il ciclo di Carnot è un ciclo termodinamico diretto, il più semplice tra due sorgenti termiche. Il ciclo è costituito solo da trasformazioni reversibili: due isotermiche e due isoentropiche. Il suo nome deriva da quello del fisico francese Nicolas Léonard Sadi Carnot.
Il ciclo di Carnot ha la proprietà di essere il ciclo termodinamico che evolve tra le due sorgenti con il rendimento termodinamico maggiore. Non esiste nessun altro ciclo con temperature estreme pari a quelle delle isoterme del ciclo di Carnot, tale da avere un rendimento superiore a quello di Carnot.
Per questi motivi viene usato come ciclo di riferimento per applicazioni reali come pompe di calore e cicli frigoriferi.

## La macchina di Carnot
Il ciclo di Carnot è un ciclo teorico, la sua realizzazione richiede lo studio di una macchina termica teorica in cui un gas altrettanto teorico è soggetto ad un ciclo termodinamico. Questa affermazione lascia intendere che è impossibile realizzare una macchina termica reale a cui si può applicare il ciclo di Carnot.
La macchina teorica si dice macchina di Carnot. Essa necessita di due sorgenti di calore a temperature differenti e si schematizza generalmente come un cilindro chiuso con un pistone con le pareti isolate come un Sistema adiabatico contenente del gas che può scambiare calore solo attraverso il fondo del cilindro.

## Le quattro trasformazioni

Diagramma p-V delle 4 trasformazioni del ciclo di Carnot

Il ciclo di Carnot di un gas perfetto è composto da 4 trasformazioni reversibili (1-2) e (3-4) a temperature rispettivamente {\displaystyle T_{1}>T_{2}} (2-3) e (4-1):
- Espansione lungo trasformazione isotermica  (1-2): il gas preleva la quantità di calore {\displaystyle Q_{1}} dalla sorgente più calda {\displaystyle T_{1}} e questo provoca l'aumento di volume del gas e la diminuzione della pressione. La tendenza della temperatura del gas ad abbassarsi viene contrastata, limitatamente alla prima parte della corsa, dall'effetto del riscaldatore (sorgente termica). Ne risulta che essa rimane costante.

- Espansione lungo trasformazione isoentropica  (2-3): quando il gas finisce di prelevare energia termica, esso viene mantenuto in modo che non scambi energia con l'esterno tramite un'isoentropica, pur continuando ad espandersi: ne consegue un abbassamento della temperatura.

- Compressione lungo trasformazione isotermica  (3-4): il gas viene compresso mantenendo costante la temperatura e il calore generato dal lavoro compiuto in questa fase viene rimosso dal contatto con la sorgente a temperatura più bassa {\displaystyle T_{2}<T_{1}}. Viene ceduta dal gas alla sorgente la quantità di calore {\displaystyle Q_{2}}.

- Compressione lungo trasformazione isoentropica  (4-1): quando il gas finisce di cedere calore al refrigeratore, esso continua a venire compresso ma viene mantenuto in modo che non scambi energia con l'esterno.

Il risultato di questo ciclo è dimostrare che, avendo a disposizione una macchina di Carnot ideale, un gas perfetto e due sorgenti a differenti temperature, è possibile ottenere lavoro riportando il sistema nelle condizioni iniziali.

## Rendimento di un ciclo di Carnot
La caratteristica fondamentale della macchina di Carnot è che il suo rendimento non dipende dal fluido impiegato nel ciclo, ma dalle sole temperature delle sorgenti con le quali scambia il calore (anzi, più precisamente, dal rapporto delle due temperature). 
Questo importantissimo risultato di termodinamica teorica va sotto il nome di Teorema di Carnot.
Il rendimento di una macchina termica è, in generale, il rapporto tra il lavoro utile che la macchina riesce a compiere e il calore totale assorbito dal sistema. Se un ciclo viene eseguito n volte, il rendimento della macchina sarà allora:
{\displaystyle \eta ={\frac {|L|}{|Q_{1}|}}}
dove {\displaystyle L} è il lavoro totale compiuto dalla macchina, e {\displaystyle Q_{1}} il calore totale assorbito da questa.
Nel caso del ciclo di Carnot, il rendimento sarà pari a
{\displaystyle \eta ={\frac {|Q_{1}|-|Q_{2}|}{|Q_{1}|}}}
Da quest'ultima espressione è possibile far discendere che il rendimento dipende solo dalle temperature {\displaystyle T_{1}} e {\displaystyle T_{2}} poiché lo scambio di calore avviene solo durante le isoterme (rendimento di Carnot):
{\displaystyle \eta ={\frac {|Q_{1}|-|Q_{2}|}{|Q_{1}|}}={\frac {T_{1}-T_{2}}{T_{1}}}}.
Si vede subito che il rendimento è massimo (100%) solo per {\displaystyle T_{2}=0} K (Zero assoluto), temperatura irraggiungibile per qualunque corpo. Ne consegue che, indipendentemente da ogni dettaglio il rendimento teoricamente realizzabile con un ciclo di Carnot, sarà sempre inferiore all'unità.
Questo risultato è in accordo con il secondo principio della termodinamica che vieta la possibilità di produrre il moto perpetuo di seconda specie. 
Dunque è possibile riassumere l'enunciato di Carnot in due importanti parti:
1. Nessuna macchina termica che sfrutti il ciclo di Carnot è in grado di trasformare completamente calore in lavoro, poiché una parte ({\displaystyle Q_{2}}) del calore fornito inizialmente al sistema ({\displaystyle Q_{1}}) viene ceduta al mezzo a temperatura più bassa rispetto alla T alla quale esso è stato somministrato e di conseguenza tale calore non può essere più utilizzato. Da ciò si deduce che il rendimento di una macchina termica non può mai essere pari all'unità poiché {\displaystyle Q_{2}} non può mai essere nullo.
2. Il rendimento di una macchina termica reversibile che si basa sul ciclo di Carnot non dipende dalla natura del fluido utilizzato ma solo dalle temperature delle sorgenti termiche fra cui la macchina opera.

Importante conseguenza dell'enunciato di Carnot: il calore è una forma di energia di seconda specie poiché non si può trasformare interamente in altre forme di energia.

## Determinazione del rendimento teorico
Il rendimento di Carnot può essere ricavato sia mediante l'applicazione della legge dei gas perfetti, sia mediante il bilancio complessivo dell'entropia.

### Dalla legge dei gas perfetti
Oltre a dimostrare la correttezza del rendimento di Carnot, si può verificare come i rapporti di compressione delle due trasformazioni isoterme che costituiscono il ciclo coincidano (ovviamente occorre considerare entrambe le trasformazioni isoterme come se fossero trasformazioni di espansione, oppure di compressione. In caso contrario i due rapporti di compressione saranno l'uno l'inverso dell'altro).
Se la trasformazione parte dal punto 1 (in figura), la prima trasformazione è una espansione isoterma. Per la legge dei gas perfetti, i volumi nei quattro punti sono dati da:
{\displaystyle \left\{{\begin{matrix}V_{1}=\displaystyle {\frac {nRT_{1}}{p_{1}}}\\V_{2}=\displaystyle {\frac {nRT_{1}}{p_{2}}}\\V_{3}=\displaystyle {\frac {nRT_{2}}{p_{3}}}\\V_{4}=\displaystyle {\frac {nRT_{2}}{p_{4}}}\\\end{matrix}}\right.}
Per una trasformazione isoentropica vale {\displaystyle pV^{\gamma }=k}, dove {\displaystyle k} è una costante. Essendo due le trasformazioni isoentropiche, si avranno due valori diversi di {\displaystyle k}. Quindi si avrà
{\displaystyle \left\{{\begin{matrix}p_{1}=\displaystyle {\frac {k_{1}}{V_{1}^{\gamma }}}\\p_{2}=\displaystyle {\frac {k_{2}}{V_{2}^{\gamma }}}\\p_{3}=\displaystyle {\frac {k_{2}}{V_{3}^{\gamma }}}\\p_{4}=\displaystyle {\frac {k_{1}}{V_{4}^{\gamma }}}\\\end{matrix}}\right.}
Sostituendo quest'ultimo sistema di equazioni al precedente, si possono calcolare i rapporti {\displaystyle V_{1}/V_{2}} e {\displaystyle V_{4}/V_{3}}, che risultano
{\displaystyle {\frac {V_{1}}{V_{2}}}={\frac {V_{4}}{V_{3}}}={\sqrt[{\gamma -1}]{\frac {k_{1}}{k_{2}}}}}
Il rendimento può ora essere calcolato come
{\displaystyle \eta ={\frac {|Q_{1}|-|Q_{2}|}{|Q_{1}|}}={\frac {\displaystyle \int _{V_{1}}^{V_{2}}p{\mbox{d}}V+\displaystyle \int _{V_{3}}^{V_{4}}p{\mbox{d}}V}{\displaystyle \int _{V_{1}}^{V_{2}}p{\mbox{d}}V}}}
il lavoro di una isoterma è dato dall'integrale {\displaystyle \int _{V_{i}}^{V_{f}}p{\mbox{d}}V}, che ha come risultato {\displaystyle W=nRT\ln {V_{f}/V_{i}}}. Pertanto il rendimento diventa
{\displaystyle \eta ={\frac {nRT_{1}\displaystyle \ln {\left({\frac {V_{2}}{V_{1}}}\right)}+nRT_{2}\displaystyle \ln {\left({\frac {V_{4}}{V_{3}}}\right)}}{nRT_{1}\displaystyle \ln {\left({\frac {V_{2}}{V_{1}}}\right)}}}={\frac {nRT_{1}\displaystyle \ln {\left({\frac {V_{2}}{V_{1}}}\right)}-nRT_{2}\displaystyle \ln {\left({\frac {V_{3}}{V_{4}}}\right)}}{nRT_{1}\displaystyle \ln {\left({\frac {V_{2}}{V_{1}}}\right)}}}}
i logaritmi naturali, come visto in precedenza, hanno come argomento il medesimo numero (rapporto di compressione) che pertanto esso può essere messo in evidenza al numeratore, e semplificato con il termine al denominatore, ottenendo, in definitiva
{\displaystyle \eta ={\frac {T_{1}-T_{2}}{T_{1}}}=1-{\frac {T_{2}}{T_{1}}}}
ovvero il rendimento di Carnot.

### Dall'entropia

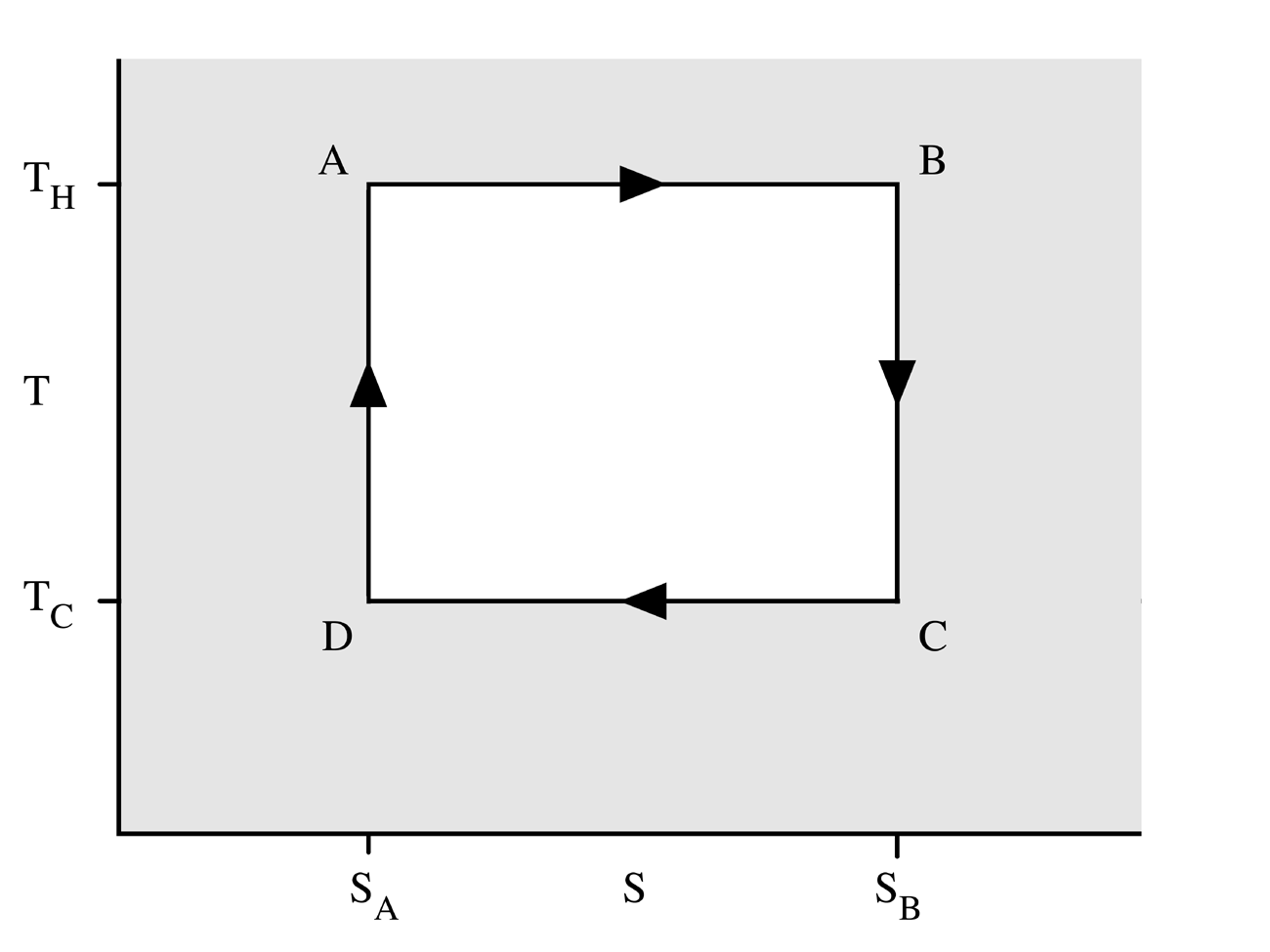
Ciclo di Carnot rappresentato nel diagramma T-S)

Le trasformazioni isoentropiche non comportano scambi di calore. Tracciare il loro grafico su un diagramma entropico  produrrebbe una isoentropica, ovvero una retta verticale, che indica una variazione nulla dell'entropia. Per una trasformazione isotermica, la variazione di entropia è semplicemente il rapporto tra il lavoro compiuto e la temperatura, costante. Pertanto:
{\displaystyle \Delta S={\frac {Q}{T}}={\frac {nRT\ln \left(\displaystyle {\frac {V_{f}}{V_{i}}}\right)}{T}}=nR\ln \left({\frac {V_{f}}{V_{i}}}\right)}
e il calore sarà dato da (per una isoterma la variazione di energia interna è nulla, pertanto il calore equivale al lavoro):
{\displaystyle Q=nRT\displaystyle \ln \left({\frac {V_{f}}{V_{i}}}\right)}
Il rendimento {\displaystyle \eta } diventa allora
{\displaystyle \eta ={\frac {nRT_{1}\displaystyle \ln \left({\frac {V_{2}}{V_{1}}}\right)+nRT_{2}\displaystyle \ln \left({\frac {V_{4}}{V_{3}}}\right)}{nRT_{1}\displaystyle \ln \left({\frac {V_{2}}{V_{1}}}\right)}}={\frac {nRT_{1}\displaystyle \ln \left({\frac {V_{2}}{V_{1}}}\right)-nRT_{2}\displaystyle \ln \left({\frac {V_{3}}{V_{4}}}\right)}{nRT_{1}\displaystyle \ln \left({\frac {V_{2}}{V_{1}}}\right)}}}
che coincide con quella calcolata in precedenza con l'applicazione della legge dei gas perfetti.

## Coefficiente di prestazione
Per il ciclo di Carnot inverso il coefficiente di prestazione {\displaystyle {COP_{f}}} di una macchina frigorifera e il coefficiente di prestazione {\displaystyle {COP_{p}}} di una pompa di calore dipendono dalle sole temperature delle isoterme tra cui evolve il ciclo, in quanto il rapporto tra il calore scambiato con una sorgente e la relativa temperatura è costante:
{\displaystyle {COP_{f}}={\frac {T_{e}}{T_{c}-T_{e}}}}
{\displaystyle {COP_{p}}={\frac {T_{c}}{T_{c}-T_{e}}}}
In cui {\displaystyle {T_{e}}} rappresenta la temperatura a cui è esposto l'evaporatore, mentre {\displaystyle {T_{c}}} rappresenta la temperatura a cui è esposto il condensatore dell'impianto.
Nel primo caso l'effetto utile è il calore asportato dall'evaporatore, nel secondo caso è il calore ceduto dal condensatore.
Si ricorda che il coefficiente di prestazione è equivalente al coefficiente di effetto utile (simbolo ε), in entrambi i casi.